# Trentepohlia novaebrittaniae
Trentepohlia novaebrittaniae là một loài ruồi trong họ Limoniidae. Chúng phân bố ở miền Australasia.